# Piper PA-18 Super Cub

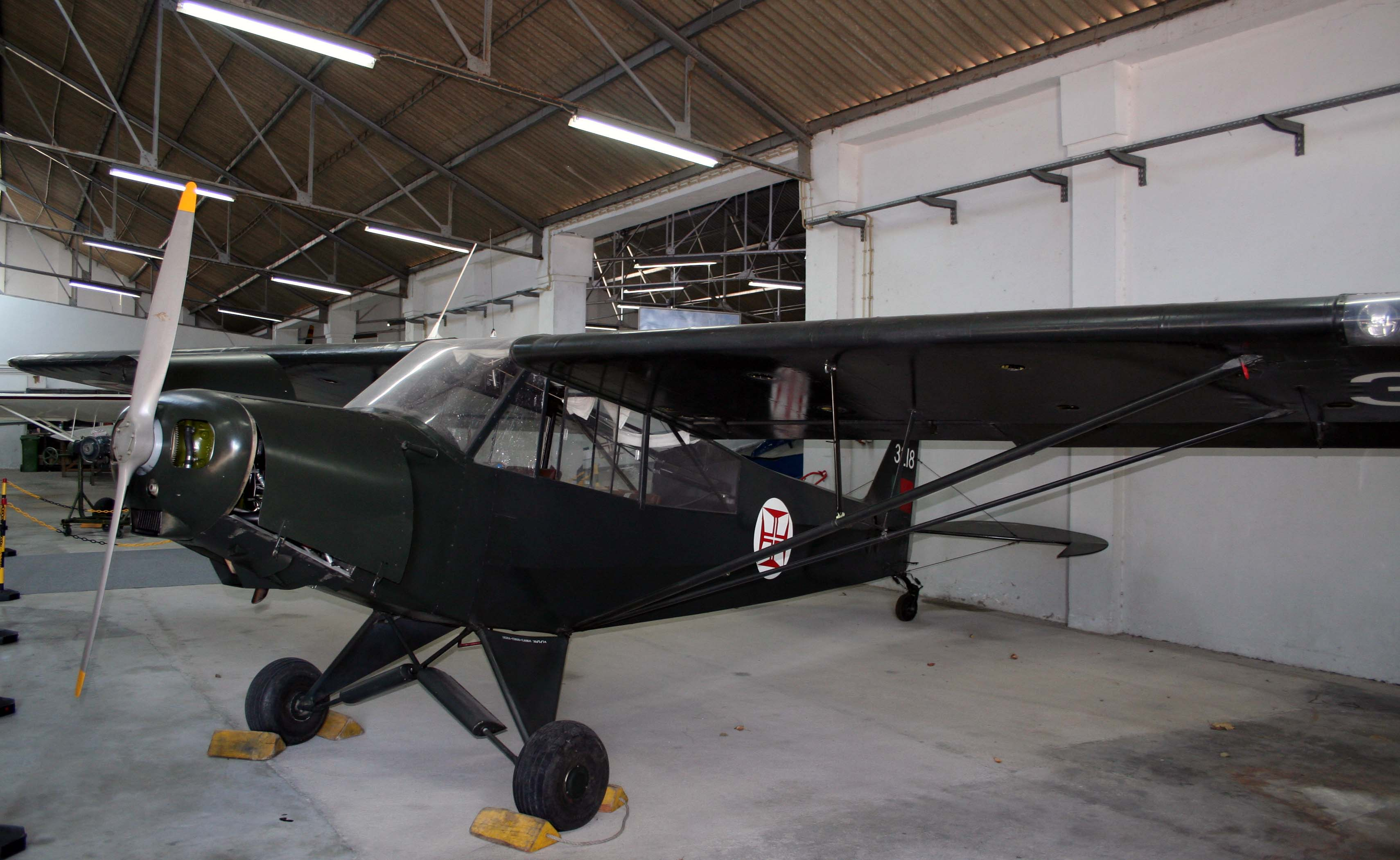
Piper L-21B Super Cub

Пайпер PA-18 Супер Каб (англ. Piper PA-18 "Super Cub") — американский лёгкий двухместный самолет общего назначения. Выпускался компанией Пайпер во многих модификациях с 1949 по 1983 гг., и, после перерыва, в 1988—1994 гг. Серийный выпуск составил более 9000 самолётов. Один из самых массовых и популярных самолётов данного типа.

## История
Начал поставляться на рынок в конце 1949 года. Компания Пайпер построила и сельскохозяйственную модель, имевшей обозначение РА-18А и представленной в 1952 г., к окончанию производства было построено в общей сложности 2650 экземпляров данного типа. Кроме гражданских, компания Пайпер строила РА-18 и для армии США как разведывательный самолёт.

## ЛТХ
- максимальный взлетный 794 кг (1750 фунтов).
- максимальная скорость 209 км/час (130 миль/час);
- практический потолок 5790 м (19000 футов)
- дальность полета с максимальной полезной нагрузкой 740 км (460 миль).
- Вес: пустого — 446 кг (983 фунта);

## Эксплуатанты

### Военные

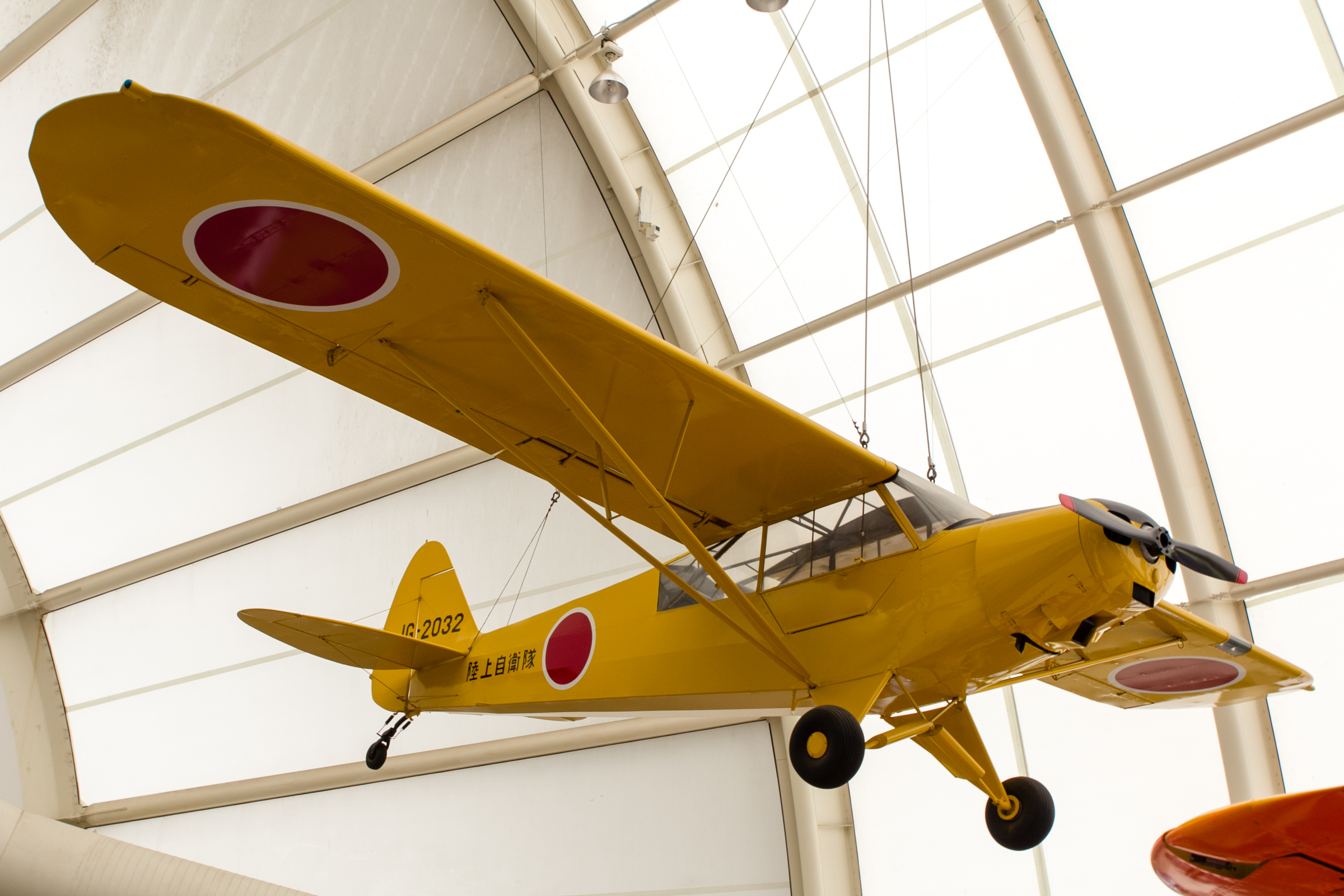
Piper L-21B японских Сил Самообороны в авиамузее Токородзава

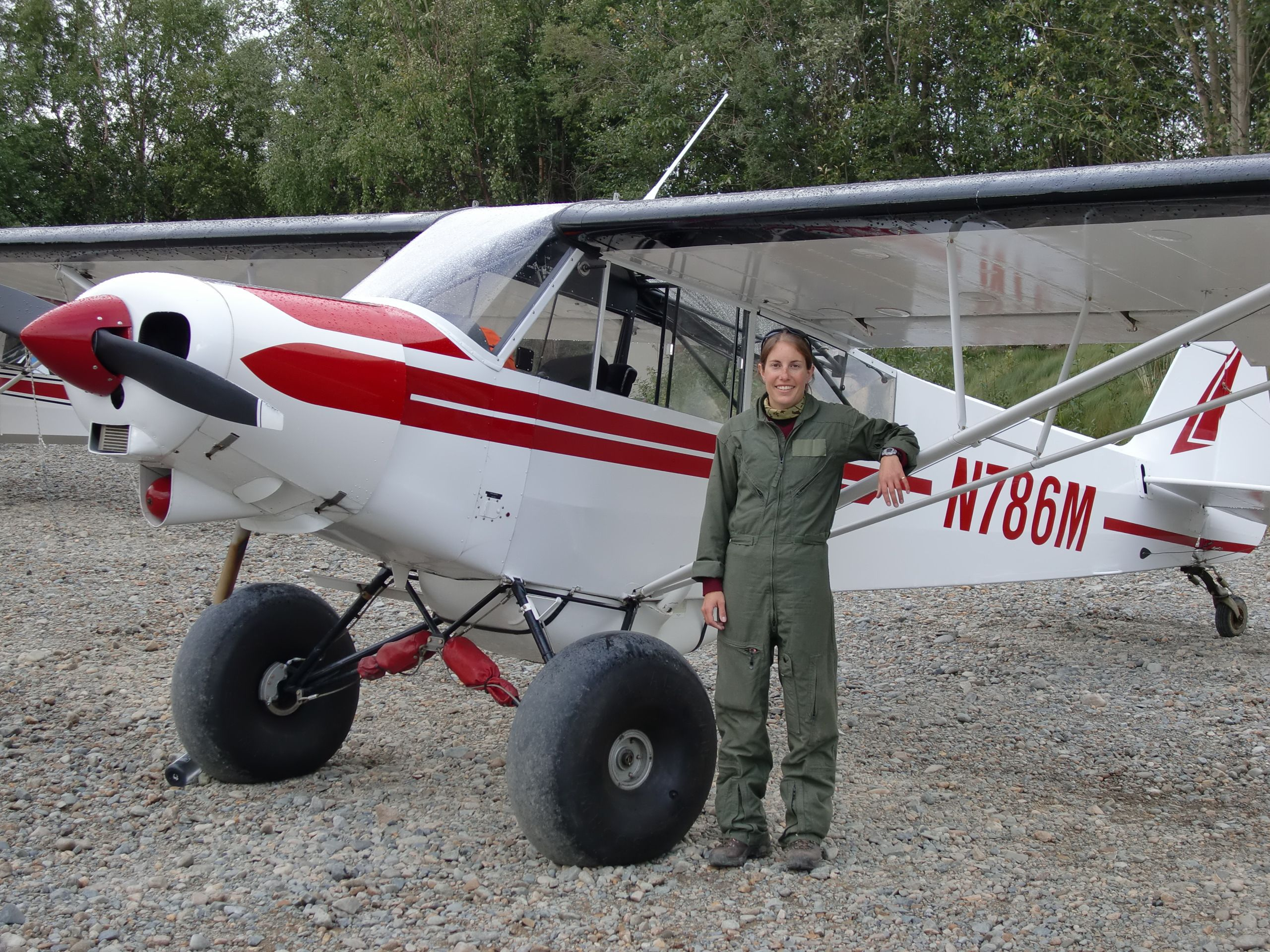
USFWS Super Cub службы охраны рыбных ресурсов и дикой природы на Аляске

США
- Военно-воздушные силы США
- Армия США

 Аргентина
- ВВС Аргентины

 Австрия
- ВВС Австрии

 Бельгия
- Армия Бельгии

 Германия
- Люфтваффе

 Греция
- Армия Греции[1]

 Иран
- Шахские ВВС Ирана

 Италия
- Сухопутные войска Италии[2]

 Израиль
- ВВС Израиля[3]

 Катанга
- ВВС Катанги[4]

 Нидерланды
- Королевские ВВС Нидерландов[5]

 Никарагуа
- ВВС Никарагуа

 Норвегия
- Королевские ВВС Норвегии[6]

 Португалия
- Сухопутные войска Португалии
- ВВС Португалии

 Турция
- Сухопутные войска Турции

 Уганда
 Уругвай
- ВМС Уругвая[7]

 Швейцария
- ВВС Швейцарии: 4 PA-18-150 (V-653 — V-656), 1964-75 гг. Позже сменили обозначения: V654 — HB-PAV, V655 — HB-PAW, V656 — HB-PAX.

 Швеция
- Сухопутные войска Швеции[8]

 Япония
- Сухопутные силы самообороны Японии

### Гражданские
США
- Полиция штата Аляска
- Служба охраны рыбных ресурсов и диких животных США, Аляска
- Пограничный патруль США юго-западная граница

## Галерея

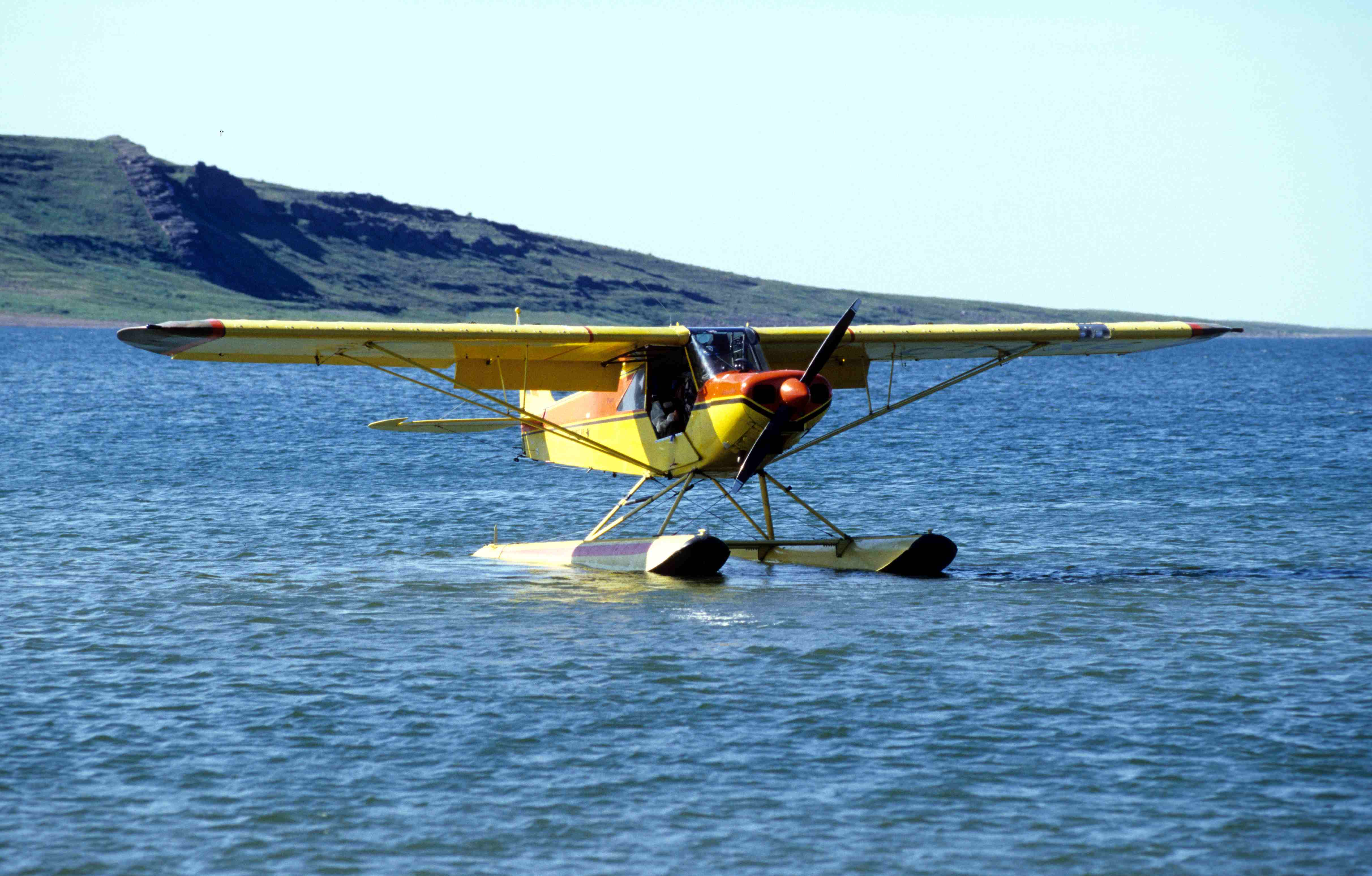
Piper PA-18-150 «Super Cub» (floatplane version) (На воде)
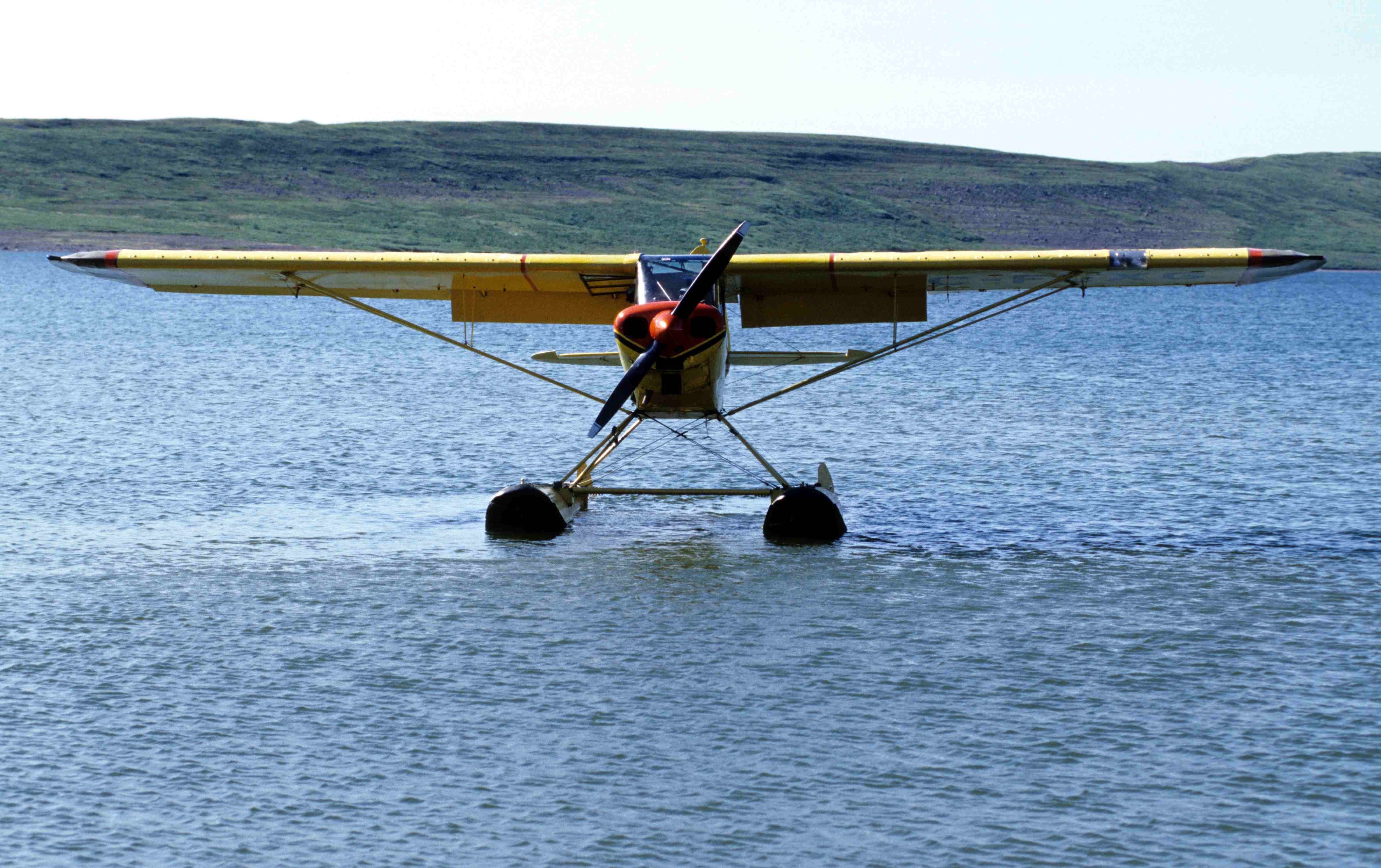
Piper PA-18-150 «Super Cub» (floatplane version) (на озере на стоянке)
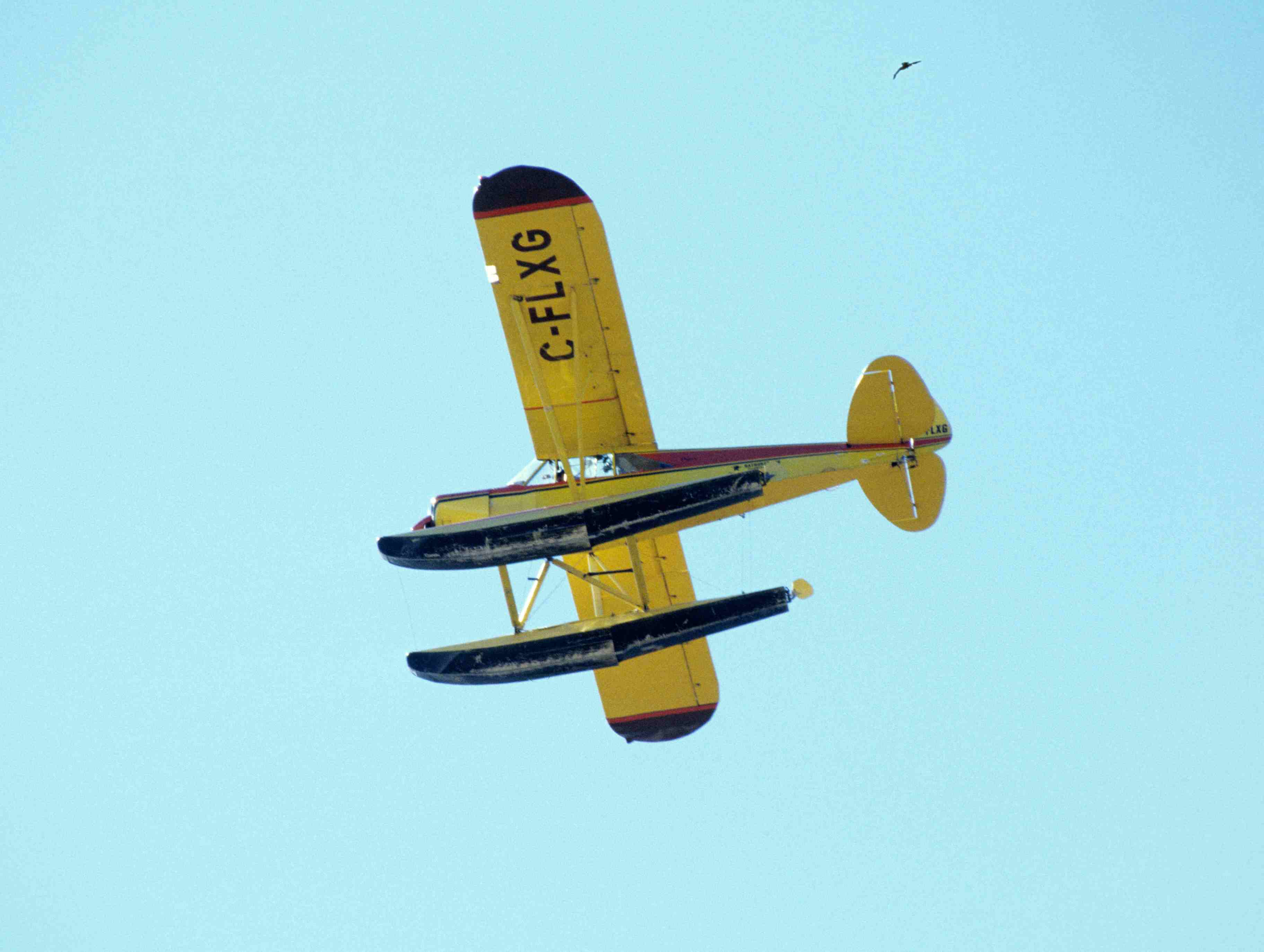
Piper PA-18-150 «Super Cub» (В роли гидросамолёта)